# Jacques Bosmans
Pour les articles homonymes, voir Bosmans.
Jacques Bosmans, né à Rijmenam le 10 avril 1783 et mort à Rijmenam le 26 décembre 1862, est un homme politique belge.

## Fonctions et mandats
- Bourgmestre de Rijmenam : 1818-1848
- Membre du Congrès national : 1830-1831
- Conseiller provincial d'Anvers : 1836-1844

## Sources
- Carl BEYAERT, Biographies des membres du Congrès national, Brussel, 1930, blz. 40